# Boreczno (gromada)
Boreczno – dawna gromada, czyli najmniejsza jednostka podziału terytorialnego Polskiej Rzeczypospolitej Ludowej w latach 1954–1972.
Gromady, z gromadzkimi radami narodowymi (GRN) jako organami władzy najniższego stopnia na wsi, funkcjonowały od reformy reorganizującej administrację wiejską przeprowadzonej jesienią 1954 do momentu ich zniesienia z dniem 1 stycznia 1973, tym samym wypierając organizację gminną w latach 1954–1972.
Gromadę Boreczno z siedzibą GRN w Borecznie utworzono – jako jedną z 8759 gromad na obszarze Polski – w powiecie morąskim w woj. olsztyńskim na mocy uchwały nr 17 WRN w Olsztynie z dnia 4 października 1954. W skład jednostki weszły obszary dotychczasowych gromad Boreczno, Duba, Huta Wielka, Karpowo, Mozgowo, Śliwa, Wieprz, Urowo i Wielowieś oraz miejscowość Międzychód z dotychczasowej gromady Surbajny ze zniesionej gminy Boreczno w tymże powiecie. Dla gromady ustalono 17 członków gromadzkiej rady narodowej.
1 stycznia 1960 do gromady Boreczno włączono wsie Janiki Małe, Janiki Wielkie i Surbajny, osady Kątki i Młynik oraz PGR-y Jaśkowo, Jaśkowo Nowe, Międzychód, Rozdroże i Zatyki ze zniesionej gromady Janiki Wielkie w tymże powiecie.
Gromada przetrwała do końca 1972 roku, czyli do kolejnej reformy gminnej.